# Aspasia
Aspasia (лат.) — род однодольных растений семейства Орхидные (Orchidaceae).

## Виды
В род включены 8 видов:
- Aspasia barclayi
- Aspasia epidendroides
- Aspasia lunata
- Aspasia omissa
- Aspasia principissa
- Aspasia psittacina
- Aspasia silvana
- Aspasia variegata